# Thierry Pons
Pour les articles homonymes, voir Pons.
Thierry Pons, né le 12 mai 1976 à Alès, dans le Gard, est un joueur et dirigeant français de basket-ball. Il évolue aux postes de meneur et d'arrière. Il a été manager général de Saint-Quentin de 2009 à 2014. Il est directeur de la Ligue Grand Est de basket-ball depuis 2018.

## Biographie
Thierry Pons est né le 12 mai 1976 à Alès dans le Gard. Dès petit il se mit au Basketball dans le club de Bessèges d'où il est originaire.